# Hubert Claessen
Hubert Claessen (* 9. Juli 1913 in Bonn; † 14. Juni 2005 ebenda) war ein deutscher Rechtsanwalt und Fußballfunktionär. Er gilt als einer der Väter der Fußball-Bundesliga. 
Im Jahr 1950 wurde er Vorsitzender des Bonner FV, ein Amt, das er bis zur Fusion seines Vereins mit Tura Bonn bis 1965 innehatte. In dem durch die Fusion entstandenen Nachfolgeverein, dem Bonner SC, übernahm er das Amt des 2. Vorsitzenden.
Neben der Vereinsarbeit übernahm Claessen auch bald Funktionen in verschiedenen Verbandsgremien:  Über das Amt des Vorsitzenden des Verbandsgerichts im ehemaligen Westdeutschen Fußball-Verband (1953 bis 1965) wurde er in den Vorstand des Deutschen Fußball-Bundes (DFB) gewählt (1962 bis 1977). Im DFB war er maßgeblich an der Gründung der Fußball-Bundesliga beteiligt.
In Claessens Zeit als Vorsitzender des DFB-Kontrollausschusses (1963 bis 1970) fiel der erste Skandal der noch jungen Fußball-Bundesliga, der in der Saison 1964/1965 zum Zwangsabstieg des Bundesligavereins Hertha BSC führte. Hubert Claessen hatte aufgedeckt, dass die Berliner unerlaubt hohe Handgelder zahlten (erlaubt waren damals höchstens 10.000 DM), um mangels Umfeld namhafte Spieler (Carl-Heinz Rühl, Wolfgang Fahrian, Uwe Klimaschefski und Jürgen Sundermann) in die geteilte Stadt zu locken. Wegen Verstoßes gegen das Vertragsstatut des DFB wurde der Verein, der sportlich den Klassenerhalt geschafft hatte, in die Regionalliga strafversetzt.
Claessen wurde später auch noch Mitglied des DFB-Bundesgerichts. In DFB-Diensten übte er zuletzt das Amt des Schatzmeisters aus (1970 bis 1977). Nach seinem Ausscheiden aus dem Vorstand des Deutschen Fußball-Bundes wurde er 1977 in Anerkennung seiner bedeutenden Leistungen für den Fußballsport mit der DFB-Ehrenmitgliedschaft ausgezeichnet.
Zwischen 1970 und 1978 war Claessen außerdem Mitglied der Berufungskommission der Europäischen Fußball-Union (UEFA), und zwischenzeitlich war er auch Vizepräsident des Deutschen Sportbundes.
Hubert Claessen starb am 14. Juni 2005 in seiner Heimatstadt Bonn.
| Personendaten    | Personendaten                                                        |
| ---------------- | -------------------------------------------------------------------- |
| NAME             | Claessen, Hubert                                                     |
| KURZBESCHREIBUNG | deutscher DFB-Funktionär, Fußball-Bundesliga-Mitbegründer und Jurist |
| GEBURTSDATUM     | 9. Juli 1913                                                         |
| GEBURTSORT       | Bonn                                                                 |
| STERBEDATUM      | 14. Juni 2005                                                        |
| STERBEORT        | Bonn                                                                 |